# Imai Shota
Shota Imai (sinh ngày 16 tháng 7 năm 1984) là một cầu thủ bóng đá người Nhật Bản.

## Sự nghiệp câu lạc bộ
Shota Imai đã từng chơi cho Matsumoto Yamaga FC, Blaublitz Akita và MIO Biwako Shiga.